# Бхарани
Бхарани́ (санскр. भरणी, IAST: bharanī) — это звёздное скопление в созвездии Овна. В индуистской астрологии — вторая накшатра лунного цикла, склонение 13° 20' — 26°40', охватывающее звёзды 35, 39, и 41. В европейской позднесредневековой астрономии также относилось к ныне отменённому созвездию Северная Муха (а также Лилия). Перекличка в русском языке названия данного звёздного скопления на санскрите (Бхарани, досл.  «носильщик») и название накладывающегося на него зодиакального созвездия Овен (ср. баран как другое название овна, самца овцы), по всей видимости, случайность.

## Описание
В Джьотиш накшатра Бхарани управляется божествами Шукра (планета Венера) и Яма, божество смерти (дхармы).
Кроме того, она классифицируется как жестокая или активная накшатра, что согласно элективной астрологии означает: «работу вредного или вводящего в заблуждение характера лучше всего проводить, когда луна находится в накшатре Бхарани».
Символом Бхарани является Йони.
Традиционные индийские имена определяются тем, в какой паде (четверти) накшатры Асцендент (Лагна) находился во время рождения. В случае с Бхарани имя будет начинаться со следующих слогов: Ли (санскр. ली), Лу (санскр. लू), Ле (санскр. ले), Ло (санскр. लो).